# Hans-Peter Tschudi

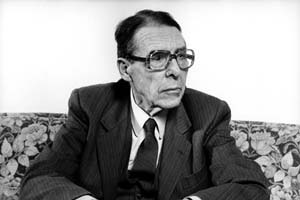
Tschudi (1983)

Hans-Peter Tschudi (ur. 22 października 1913, zm. 30 września 2002) – szwajcarski polityk, członek Rady Związkowej od 17 grudnia 1959 do 31 grudnia 1973. Kierował departamentem spraw wewnętrznych (1960–1973).
Był członkiem Socjaldemokratycznej Partii Szwajcarii.
Pełnił także funkcje wiceprezydenta (1964, 1969) i prezydenta (1965, 1970) Konfederacji.